# Urząd Kellinghusen
Urząd Kellinghusen (niem. Amt Kellinghusen) – urząd w Niemczech w kraju związkowym Szlezwik-Holsztyn, w powiecie Steinburg. Siedziba urzędu znajduje się w mieście Kellinghusen.
W skład urzędu wchodzi 19 gmin:
1. Brokstedt
2. Fitzbek
3. Hennstedt
4. Hingstheide
5. Hohenlockstedt
6. Kellinghusen
7. Lockstedt
8. Mühlenbarbek
9. Oeschebüttel
10. Poyenberg
11. Quarnstedt
12. Rade
13. Rosdorf
14. Sarlhusen
15. Störkathen
16. Wiedenborstel
17. Willenscharen
18. Wrist
19. Wulfsmoor